# 卡納塞羅加 (紐約州)
卡納塞羅加（英語：Canaseraga）是位於美國紐約州亞利加尼縣的村。

## 人口
根據2020年美國人口普查的數據，卡納塞羅加的面積為2.75平方千米，皆為陸地。當地共有人口460人，而人口密度為每平方千米167人。